# Sergueï Monya
Pour les articles homonymes, voir Monia.
Sergueï Aleksandrovitch Monya (né le 15 avril 1983 à Saratov, Russie, URSS) est un joueur russe de basket-ball. Il mesure 2,03 m et joue au poste d'ailier.
Il est choisi au premier tour de la draft 2004 de la NBA au 23e rang par les Portland Trail Blazers. Monya joue brièvement pour les Blazers avant d'être envoyé aux Sacramento Kings durant la saison 2005-2006 jouant 26 matches pour une moyenne de 3 points, en 13 minutes de jeu.
Le 23 février 2006, Monya et le pivot des Seattle SuperSonics Vitaly Potapenko sont transférés aux Kings contre l'ailier fort Brian Skinner, qui atterrit aux Blazers dans un échange triangulaire. Monya ne participe qu'à trois rencontres avec les Kings et est libéré le 28 juillet 2006 pour jouer en Europe au MBK Dynamo Moscou. Il rejoint le BC Khimki Moscou en 2010, club avec lequel il remporte un trophée européen, l'EuroCoupe en 2012.
Monya est membre de l'équipe nationale russe, championne d'Europe 2007.

## Palmarès
- Vainqueur de la VTB United League et champion de Russie 2021-2022
- Vainqueur de l'EuroCoupe 2012